# Casinaria ajanta
Casinaria ajanta là một loài tò vò trong họ Ichneumonidae.